# Percoco - Il primo mostro d'Italia
Percoco - Il primo mostro d'Italia è un film del 2023 diretto da Pierluigi Ferrandini.
La pellicola è ispirata alla vera storia di Franco Percoco, che nel 1956 uccise i genitori e suo fratello minore e convisse con i loro cadaveri nascosti in casa per dieci giorni. Il soggetto è liberamente tratto dal romanzo di Marcello Introna dal titolo Percoco, che ricostruisce la vicenda.

## Trama
Bari, 1956. Franco Percoco uccide i suoi genitori e il fratello minore Giulio, ne nasconde i cadaveri nella camera da letto della coppia e la sigilla. Inizialmente tranquillo, Franco si appropria dei risparmi di suo padre e li sperpera in bei vestiti, cene nei migliori ristoranti della città e costosi regali alla fidanzata Tina; presto il giovane comincerà anche a frequentare i più prestigiosi casini di Bari. L'assenza dei suoi genitori, presto notata da vicini e conoscenti, viene giustificata con un'improvvisa partenza per Montecatini Terme, dove tra l'altro lui dice di doverli raggiungere a breve.
Pian piano vengono rivelate alcune crepe nella vita apparentemente felice dei Percoco, che potrebbero aver contribuito alla tragedia. Si evince che i genitori fossero oppressivi e rigidi nei confronti dei figli: tenevano segregato in casa Giulio, affetto dalla sindrome di Down e soggetto a violenti attacchi; inoltre fingevano che il fratello maggiore Vittorio fosse morto in guerra mentre in realtà si trova in prigione per dei furtarelli. Franco, studente capace ma poco incline all'impegno, aveva inanellato numerosi fallimenti nel suo percorso universitario, cosa che aveva causato tensioni nei rapporti famigliari: il ragazzo aveva trovato conforto in un sordido bordello, dove aveva conosciuto la bellissima prostituta Maria. I due avevano avuto una relazione segreta fino a che Maria non era tornata a Napoli, lasciando Franco in preda allo sconforto.
Col passare dei giorni la psiche di Franco inizia a cedere. Quando Enzo, fidanzato della sorella di Tina, gli chiede di approfittare della casa libera per avere dei rapporti sessuali con le loro fidanzate, Franco è costretto ad acconsentire e utilizza grandi quantità di profumi e deodoranti per evitare che i miasmi provenienti dai cadaveri invadano gli ambienti. Nonostante questo, i cattivi odori si spargono nel condominio: i vicini di casa, già insospettiti dai movimenti inconsueti di Franco, cominciano a nutrire forti dubbi sulla partenza dei Percoco. Nel frattempo Franco prova a rintracciare Maria scrivendo una lettera all'inidirizzo che lei gli aveva dato, ma non ottiene alcuna risposta; legge invece una lettera di Vittorio destinata ai genitori, in cui il fratello si dice preoccupato per la salute mentale di Franco.
Dopo alcuni giorni il dottor Chiara, il cui studio è adiacente alla camera da letto dei Percoco, lamenta l'insopportabile fetore che invade l'ambiente tramite una crepa sul muro di confine. Franco, ormai del tutto alienato, comprende di non poter più nascondere il delitto: in tutta fretta spiega a Tina che partirà per raggiungere i genitori, mentre invece si dirigerà a Napoli in cerca di Maria. Poco dopo la sua partenza, i carabinieri fanno irruzione nella camera dei Percoco e vi trovano i cadaveri delle vittime orrendamente martoriati e putrefatti, assieme all'arma del delitto e al pigiama di Franco insanguinato. Il giovane verrà arrestato poco dopo a Ischia, dove si era recato nella vana speranza di trovare Maria.
Condannato all'ergastolo, Franco Percoco sconterà 21 anni di carcere e poi uscirà per buona condotta. Trasferitosi a Torino, condurrà una vita tranquilla da impiegato: si sposerà ma non avrà mai figli. Morirà nel 2001.

## Produzione
Il film è entrato in produzione nel 2021 col titolo Happy Days - La vera storia del mostro di Bari. La maggior parte delle riprese ha avuto luogo a Bari, Monopoli e Cisternino. La casa dei Percoco, non più esistente, è stata ricostruita sulla base di foto d'epoca in un palazzo di via Giuseppe Bozzi, a poche centinaia di metri dal punto in cui si trovava nella realtà (via Celentano 12).

## Distribuzione
Il film è stato presentato in anteprima al Bif&st il 26 marzo 2023, per poi uscire nelle sale in un evento speciale nei giorni 16, 17 e 18 aprile successivi.
Dal 25 maggio 2024 è disponibile sul servizio streaming RaiPlay 